# Podvraće
Podvraće (cyr. Подвраће) – wieś w Czarnogórze, w gminie Danilovgrad. W 2011 roku liczyła 26 mieszkańców.